# Cantó de Pont-Audemer
El cantó de Pont-Audemer és un cantó francès del departament de l'Eure, situat al districte de Bernay. Té 14 municipis i el cap es Pont-Audemer.

## Municipis
- Campigny
- Colletot
- Corneville-sur-Risle
- Fourmetot
- Manneville-sur-Risle
- Pont-Audemer
- Les Préaux
- Saint-Germain-Village
- Saint-Mards-de-Blacarville
- Saint-Symphorien
- Selles
- Tourville-sur-Pont-Audemer
- Toutainville
- Triqueville

## Història
| Data d'elecció                           | Identitat          | Partit               | Qualitat |
| ---------------------------------------- | ------------------ | -------------------- | -------- |
| 1945-19..                                | M. Maricot         | radical              |          |
| 19..-1958                                | M. Deschamps       | PCF                  |          |
| 1958-1982                                | M. Swertvaegher    | radical, després MRG |          |
| 1982-1994                                | Jean-Pierre Mottin | UDF                  |          |
| 1994-                                    | Jean-Louis Destans | PS                   |          |
| les dades anteriors no són pas conegudes |                    |                      |          |
|                                          |                    |                      |          |

## Demografia
| A partir de 1990: Població sense dobles comptes |